# Chickenpox
Chickenpox ("waterpokken") is de 23ste aflevering van de animatieserie South Park van Comedy Central. Ze was voor het eerst te zien op 26 augustus 1998.

## Verhaal
In deze aflevering verspreidt er zich een waterpokkenepidemie door South Park. Stans zus Shelly en Kenny raken geïnfecteerd. Stan, Kyle en Cartman raken niet geïnfecteerd, maar hun moeders vinden dat zij ook geïnfecteerd moeten raken zodat ze het later in hun leven niet meer kunnen krijgen. De moeders zijn het eens en besluiten om hun zoons bij Kenny te laten logeren totdat ze ook waterpokken hebben. Cartman en Stan krijgen uiteindelijk ook waterpokken maar Kyle niet. Stans waterpokken worden zo erg dat hij naar het ziekenhuis moet. Rond deze tijd komt Kyle erachter dat hun moeders hen met opzet waterpokken wilden laten krijgen.
Sheila Broflovski ontdekt dan dat haar man en Kenny's vader vroeger goede vrienden waren. Ze besluit om die vriendschap weer opnieuw tot stand te brengen. Het blijkt dat Kenny's vader (Stuart) erg jaloers was op Geralds succes. Gerald legt dan aan zijn zoon Kyle uit dat sommige mensen nou eenmaal rijker moeten zijn dan de rest van de bevolking.
Stan ontsnapt dan uit het ziekenhuis. Samen met de rest probeert hij wraak te nemen op hun ouders. De rest weet alleen niet dat Stan zo ziek is dat hij misschien overlijdt. Ze gaan dan naar een prostituee, "Old Freda". Zij heeft herpes in haar mond. De jongens betalen haar dan om aan allerlei voorwerpen van de ouders te likken zodat zij ook herpes zullen krijgen. De ouders vinden hun kinderen dan en brengen ze terug naar het ziekenhuis. Kyle krijgt dan ook waterpokken.
Eenmaal terug in het ziekenhuis krijgen de ouders inderdaad herpes en geven ze toe dat het een eerlijke straf was voor wat ze hebben gedaan. Ze lachen wat en dan sterft Kenny plotseling. Na een korte stilte lachen ze gewoon verder.

## Kenny's dood
- Hij sterft aan zijn waterpokken net voordat de aftiteling begint. Het is even stil, maar daarna lacht iedereen weer verder.

## Trivia
- Dit is de eerste aflevering waarin de eindtitels gebruikt worden. Ze werden nog niet met muziek op de achtergrond gespeeld.